# Rijdende winkel

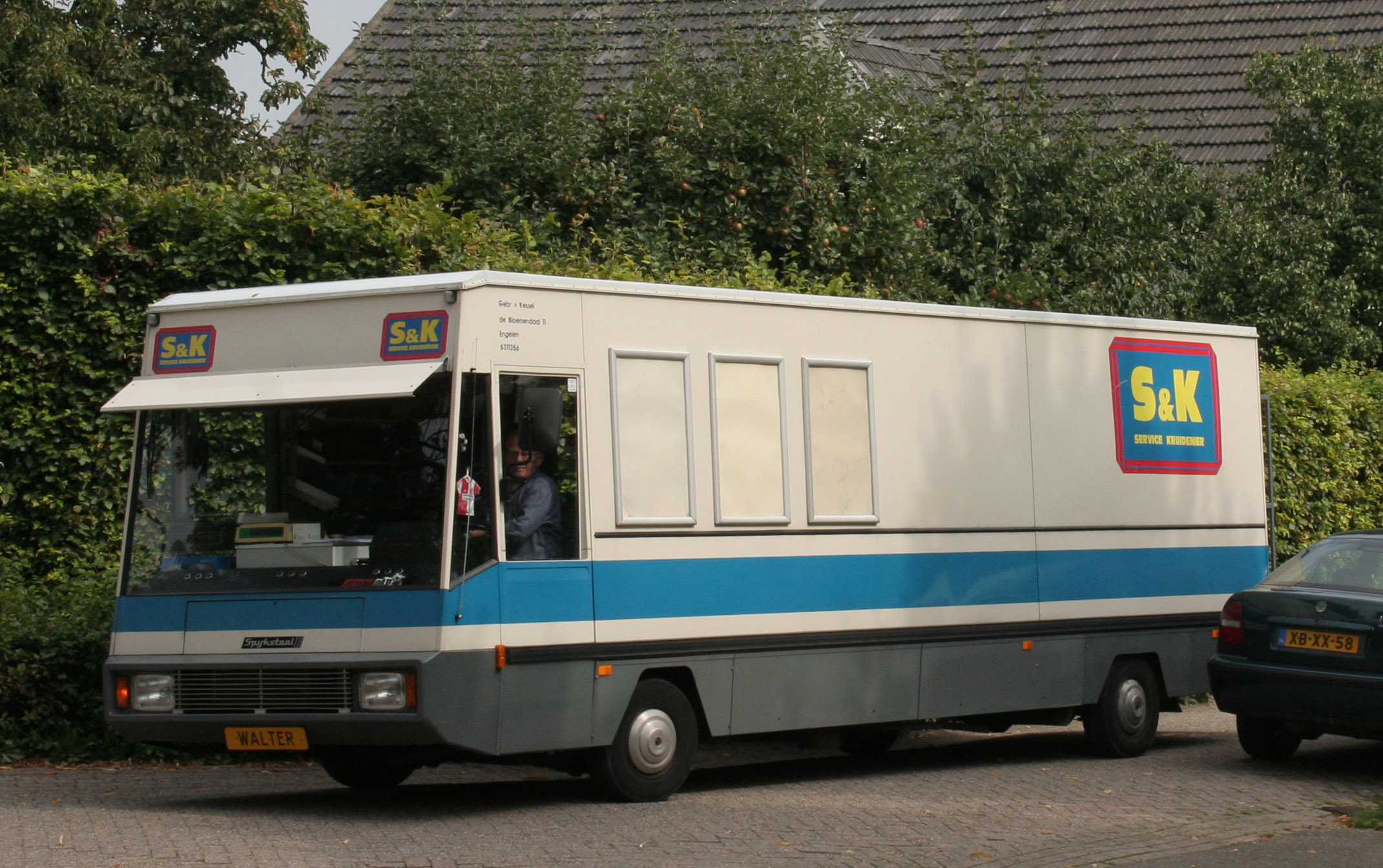
Rijdende winkel van S&K

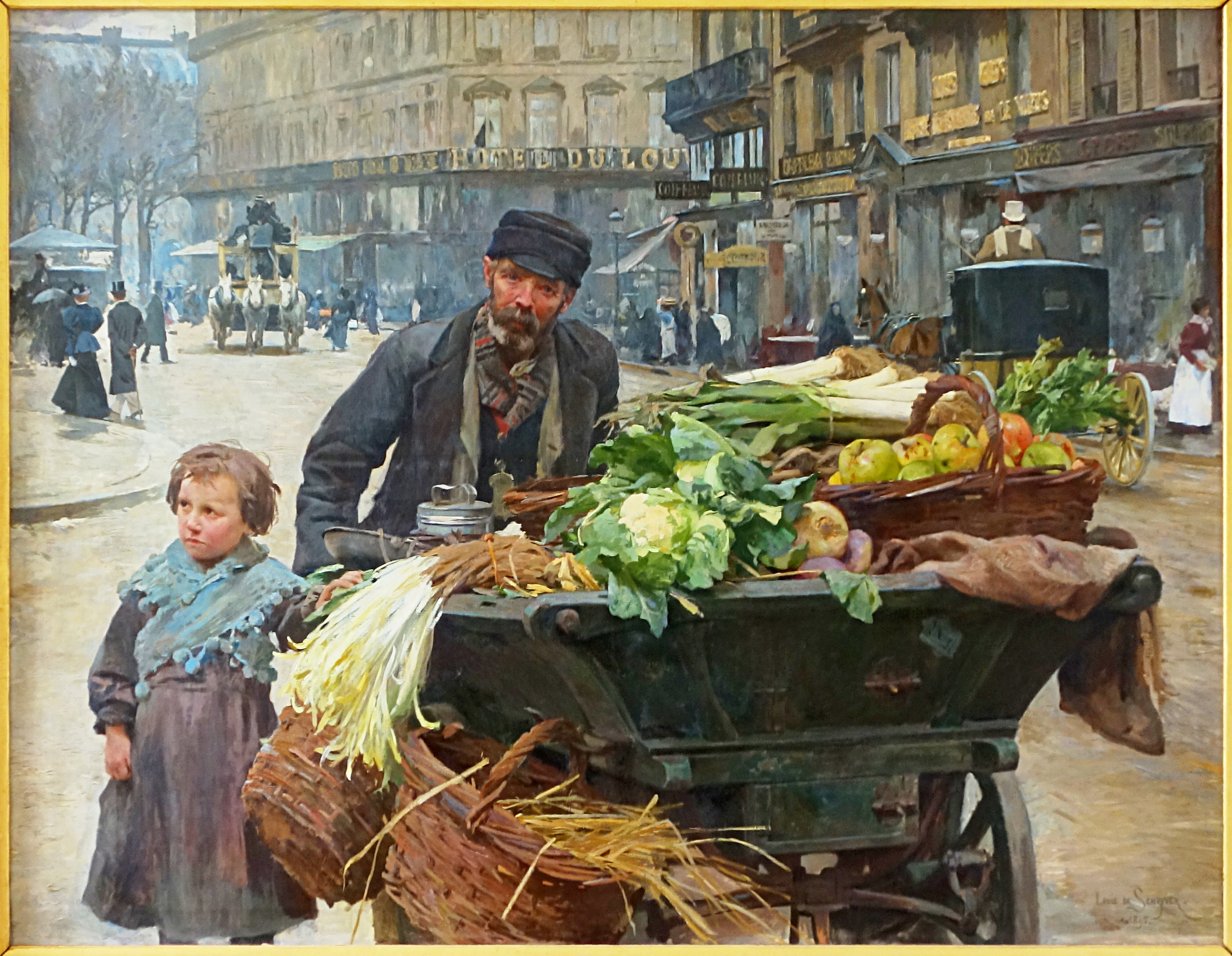
Een voorloper van de rijdende winkel: handkar voor groenteverkoop (Parijs, 1895)

Een rijdende winkel is een winkel, vaak een kleine supermarkt, die ondergebracht is in een bus of vrachtwagen. De winkel rijdt langs woningen en stelt de bewoners daarvan in de gelegenheid hun boodschappen (vaak vergeten boodschappen of wat zwaardere artikelen) aan huis te doen.

## Geschiedenis
Al in de 19e eeuw gingen boeren hun melk en tuinders hun groenten met paard-en-wagen in de stad slijten. Terwijl de ambulante handel vanaf de jaren zestig grotendeels werd verdrongen door de supermarkt, vond op het platteland de formule van de SRV-wagen ingang.
Veel rijdende winkels verdwenen in de loop van de tijd door gebrek aan opvolging en door andere winkelgewoonten. Maar anno 2021 ontstonden er weer nieuwe door het thuiswerken sinds de coronacrisis.
Een variant op de rijdende winkel is de varende winkel, zoals in sommige landen voorkomt, bijvoorbeeld India.

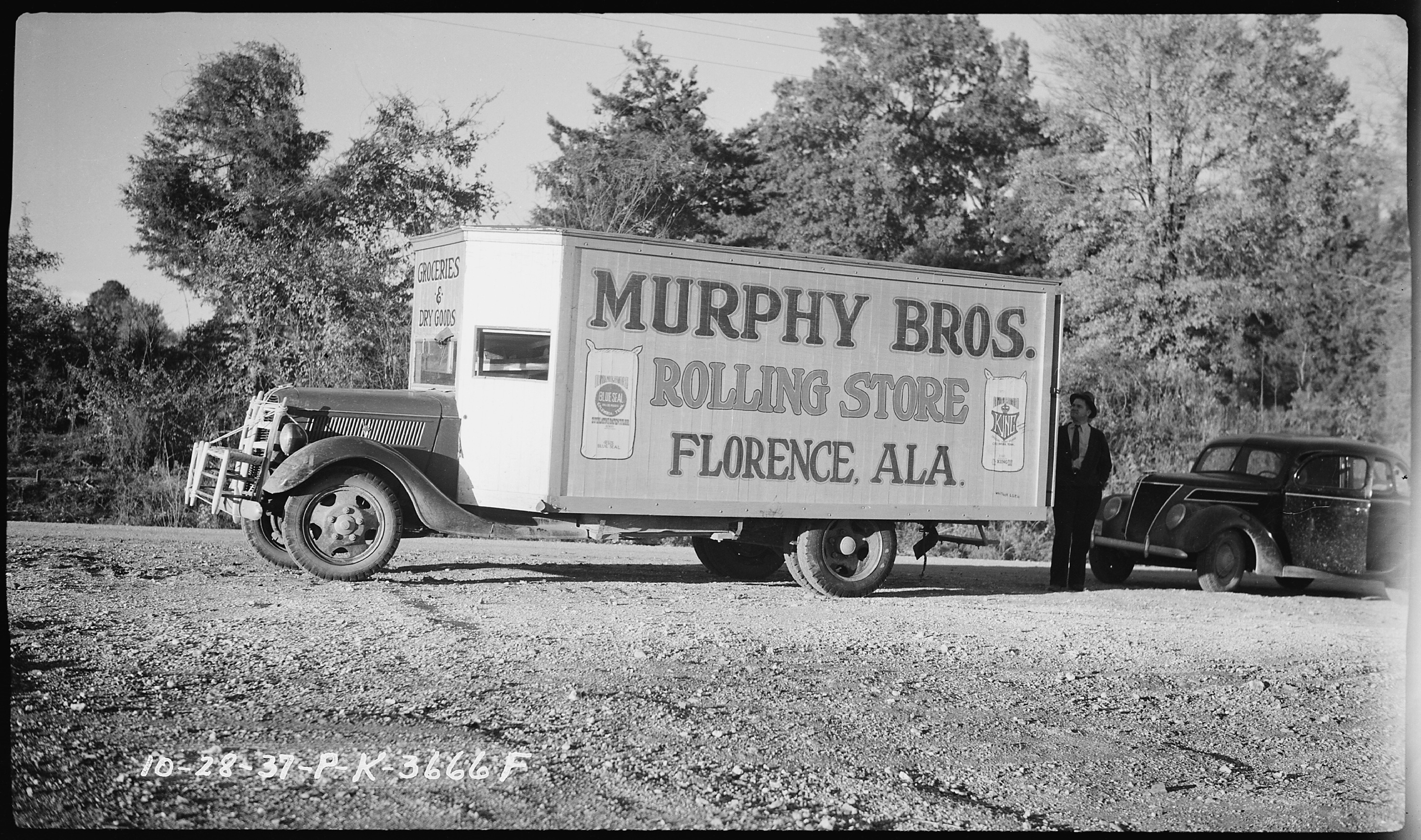
Amerikaanse rijdende winkel…
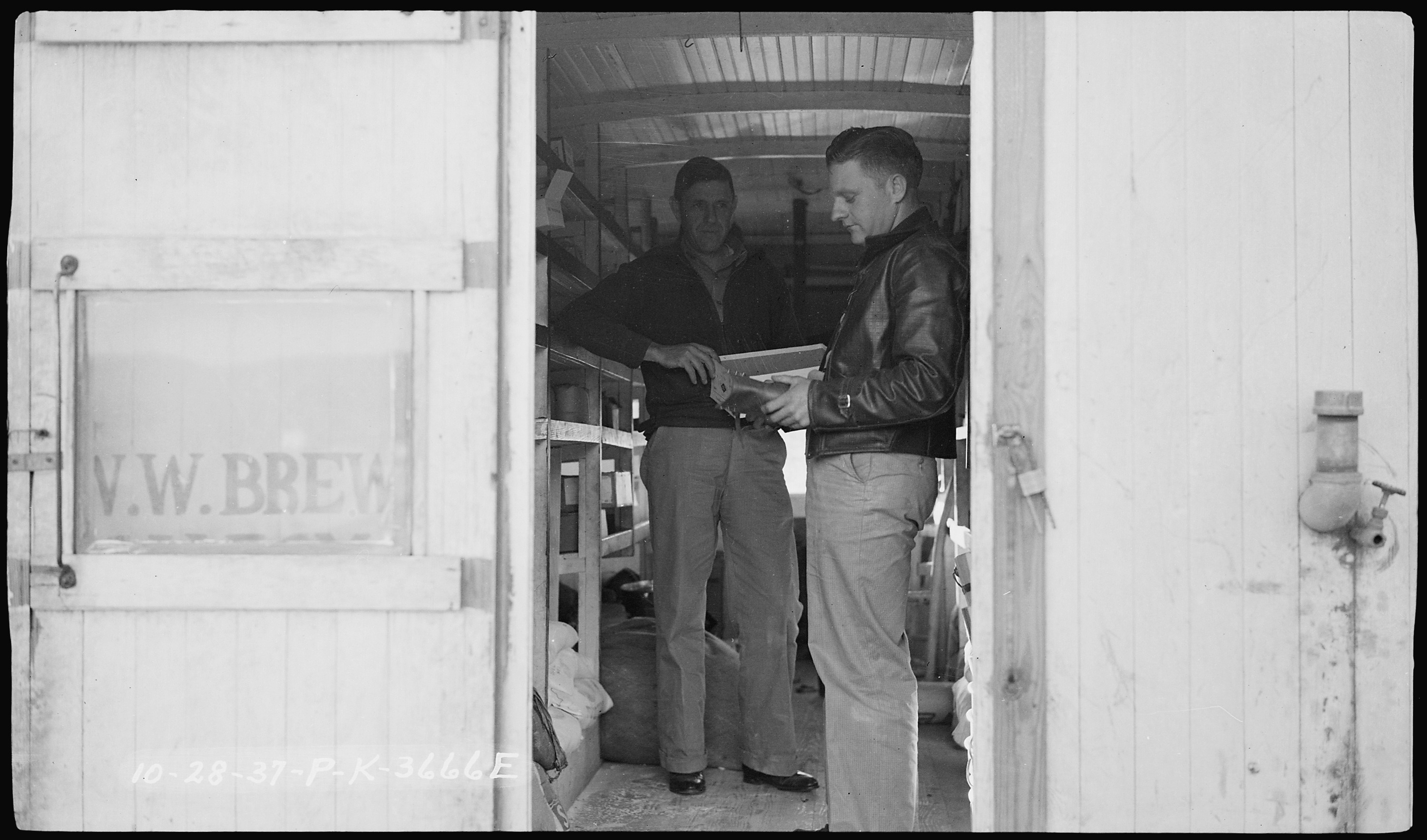
… en een kijkje binnenin (Florence (Alabama), 1937)
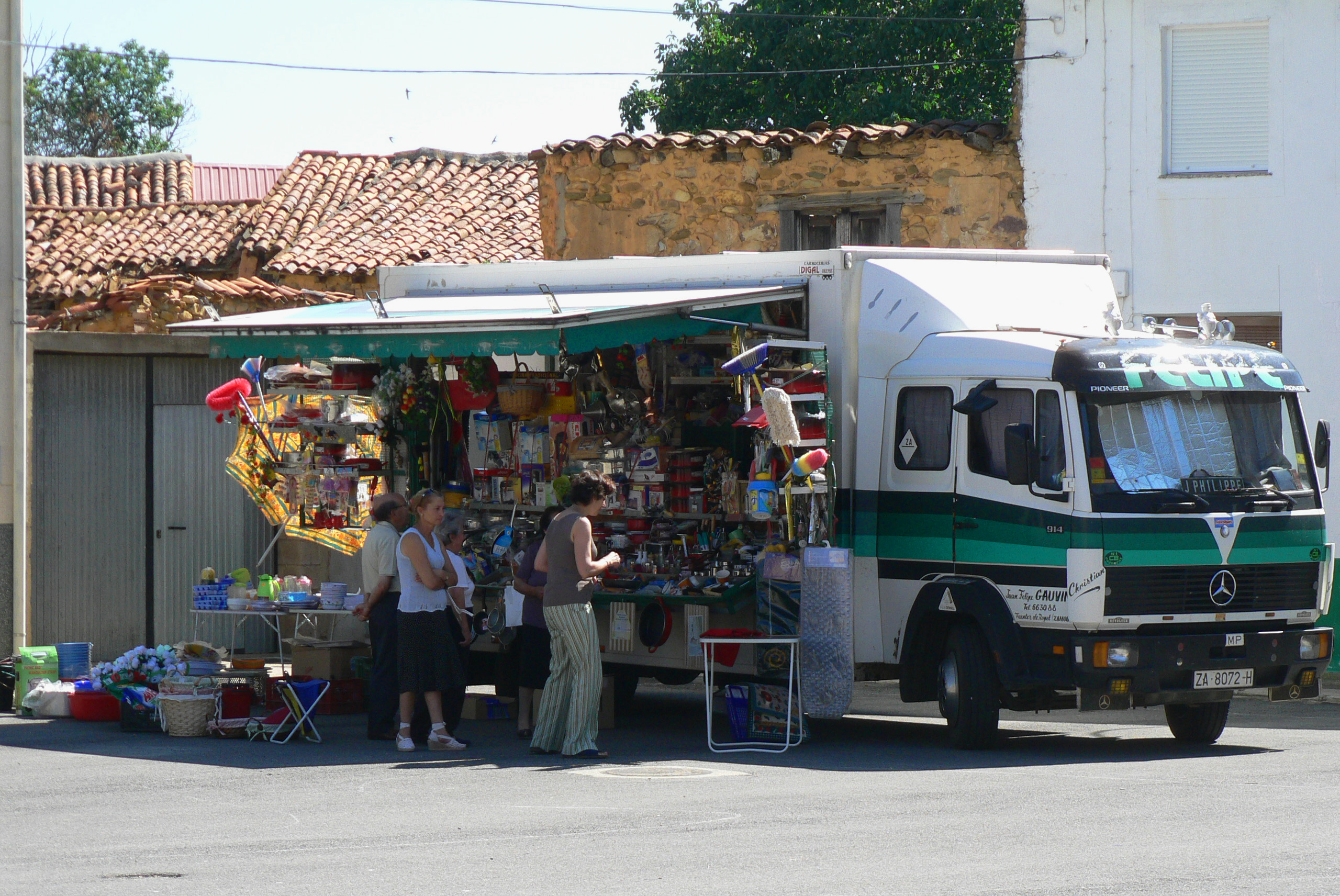
Rijdende winkel in Nogarejas (Spanje, 2006)